# Raffaello Vanni
Raffaello Vanni (* 1595 in Siena; † 29. November 1673 ebenda) war ein italienischer Maler des Barocks.

## Leben
Vanni war der Sohn von Francesco Vanni, durch den er eine erste Ausbildung als Maler erhielt. Sein Bruder Michelangelo Vanni (1583–1671) wurde ebenfalls Maler (und Kupferstecher sowie Erfinder der Marmormosaikmalerei). Nach dem Tod des Vaters hielt er sich von 1610 bis 1618 in Rom auf und lernte bei Guido Reni und Antonio Carracci. Von 1618 bis 1623 lebte er in Venedig. Seit 1655 war er Mitglied der Accademia di San Luca.

## Werke (Auswahl)
- Florenz, Palazzo Pitti: Matrimonio di Santa Caterina (Ölgemälde)
- Montalcino, Pieve di San Michele Arcangelo: Estasi di San Carlo Borromeo
- Rom, Santa Maria della Pace: Nascita della Vergine
- Siena, Accademia Musicale Chigiana:
  - Apollo (Aula Monteverdi, 58 × 44 cm)[3]
  - Carità (Aula Pergolesi, Ölgemälde auf Leinwand, 119 × 158,5 cm)[4]
  - Trionfo di Davide (Sala Casella, Ölgemälde auf Leinwand, 194 × 300 cm)[5]
- Siena, Basilica di San Clemente in Santa Maria dei Servi: Scena di Clodoveo
- Siena, Basilica di San Domenico: Crocifissione con i Santi Eugenio e Benedetto (1649 entstanden)
- Siena, Chiesa di San Giorgio: Incontro sulla Via del Calvario
- Siena, Chiesa di San Martino: Gloria di Sant’Ivone
- Siena, Chiesa di Sant’Agostino: Morte di San Tommaso da Villanova
- Siena, Chiesa di Santa Petronilla: Transito di San Giuseppe
- Siena, Chiesa di San Vigilio: Giudizio Universale
- Siena, Chiesa e convento della Maddalena: Santa Maria Maddalena che ascolta la predica di Cristo
- Siena, Dom von Siena: San Francesco di Sales (1654)
- Siena, Museo delle Biccherne, Staatsarchiv Siena: Gloria di Sant’Ivone
- Siena, Museo dell’Opera del Duomo: Giudizio Finale
- Siena, Oratorio della Compagnia della Santissima Trinità: Vittoria di Clodoveo su Alarico II (Die Schlacht von Clodoveo, Fresko)[6]
- Siena, Oratorio di San Rocco: San Giobbe e il demonio (Leinwandgemälde, 1622 entstanden)
- Siena, Palazzo Salimbeni, Kollektion der Monte dei Paschi di Siena:
  - Madonna col bambino e sette sarafini (1644 entstanden, Ölgemälde auf Leinwand, 114 × 84 cm)[7]
  - Menelao minaccia Elena dopo la caduta di Troia
  - Neottòlemo uccide Polìssena (um 1650 entstanden, Ölgemälde auf Leinwand, 210 × 473 cm)[8]
- Siena, Pinacoteca Nazionale di Siena:
  - Decapitazione di San Paolo
  - Gioco d’amorini